# Justin Tillman
Justin Tillman (Detroit, Míchigan, 2 de febrero de 1996) es un baloncestista estadounidense que pertenece a la plantilla del Nanterre 92 de la LNB Pro A francesa. Con 2,03 metros de estatura, juega en la posición de ala-pívot.

## Trayectoria deportiva

### Universidad
Jugó durante cuatro temporadas con los Rams de la Universidad de la Mancomunidad de Virginia, desde 2014 a 2018.

### Profesional
Tras no ser elegido en el Draft de la NBA de 2018, jugaría la Liga de Verano de la NBA de 2018 con Miami Heat.
El 26 de julio de 2018, Tillman comenzó su carrera profesional con Wonju DB Promy de la Liga Coreana de Baloncesto. El 4 de noviembre de 2018, Tillman anotó 46 puntos, anotando 18 de 24 tiros de tres puntos, junto con 13 rebotes en una victoria 89-74 sobre los Goyang Orion Orions. Tillman disputaría 11 partidos con Wonju Dongbu Promy, promediando 25.5 puntos y 11.7 rebotes en 30.4 minutos por partido.
El 21 de enero de 2019, Tillman fue adquirido por Memphis Hustle, el afiliado de la NBA G League de Memphis Grizzlies. En 8 partidos jugados para el Hustle, promedió 8.7 puntos, 5.1 rebotes y 1 asistencia en 18.1 minutos por partido.
El 3 de julio de 2019, Tillman se unió a Phoenix Suns para la Liga de Verano de la NBA 2019.
El 28 de julio de 2019, Tillman firmó un contrato de un año con Hapoel Gilboa Galil Elyon de la Ligat Winner israelí. El 7 de octubre de 2019, Tillman registró un doble doble de 26 puntos y 11 rebotes en su debut, anotando 13 triples de 17 en una victoria de 100-73 sobre Hapoel Be'er Sheva. 
El 1 de noviembre de 2019, Tillman fue nombrado Jugador del Mes de octubre la Liga Israelí. El 3 de diciembre de 2019, Tillman fue nombrado MVP de la jornada 8 de la Liga, junto a su compañero de equipo Jarmar Gulley.
En la temporada 2020-21, firmaría por el Dinamo Basket Sassari de la Lega Basket Serie A, la primera división del baloncesto italiano.
El 8 de enero de 2021, firma por el Frutti Extra Bursaspor de la Basketbol Süper Ligi.
El 19 de febrero de 2021, firma con el Hapoel Tel Aviv B.C. de la Ligat ha'Al, para disputar el término de la temporada 2020-21.
El 29 de octubre regresó a su país para firmar con los College Park Skyhawks de la G League.
El 18 de abril de 2022, firma por los Gigantes de Carolina de la Baloncesto Superior Nacional.
El 13 de agosto de 2022 alcanzó un acuerdo con los Denver Nuggets para incorporarse a su plantilla, pero fue finalmente descartado. El 4 de noviembre de 2022 fue incluido en la lista de jugadores de los Grand Rapids Gold.
El 29 de diciembre de 2022, firma por los Zhejiang Golden Bulls de la CBA china.
El 3 de febrero de 2023, firma por el Hapoel Haifa, regresando a la Israeli Premier League.
En agosto de 2023, firma por el AEK B.C. de la A1 Ethniki griega.
El 27 de agosto de 2024 fichó por el Nanterre 92 de la LNB Pro A francesa.